# Messor
Pour la fourmi, voir Messor (genre).
Dans la mythologie romaine, Messor (du latin «messis», moisson) était le dieu de la moisson et du fauchage. Il est aussi lié à Messa qui est son pendant féminin.
Ce dieu, associé à Cérès, est célébré par le flamen Cerealis.